# Ostřešany
Ostřešany (en allemand : Wostreschan) est une commune du district et de la région de Pardubice, en République tchèque. Sa population s'élevait à 1 122 habitants en 2024.

## Géographie
Ostřešany se trouve à 5 km au sud-est du centre de Pardubice, à 25 km au sud de Hradec Králové et à 99 km à l'est de Prague.
La commune est limitée par Pardubice au nord, par Tuněchody à l'est, par Chrudim au sud et par Mikulovice à l'ouest.

## Histoire
La première mention écrite du village date de 1227.

## Galerie

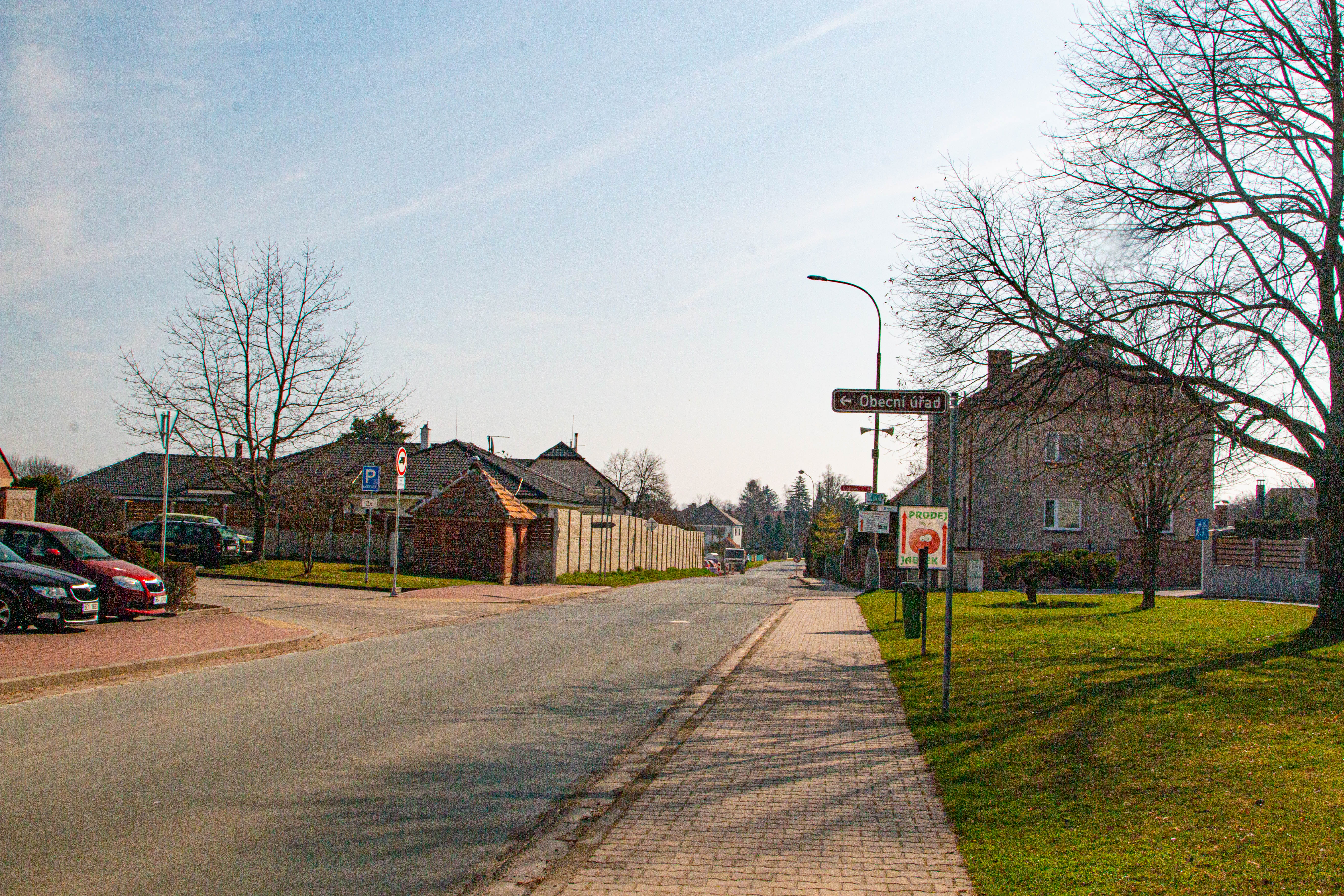
Ostřešany : rue principale.
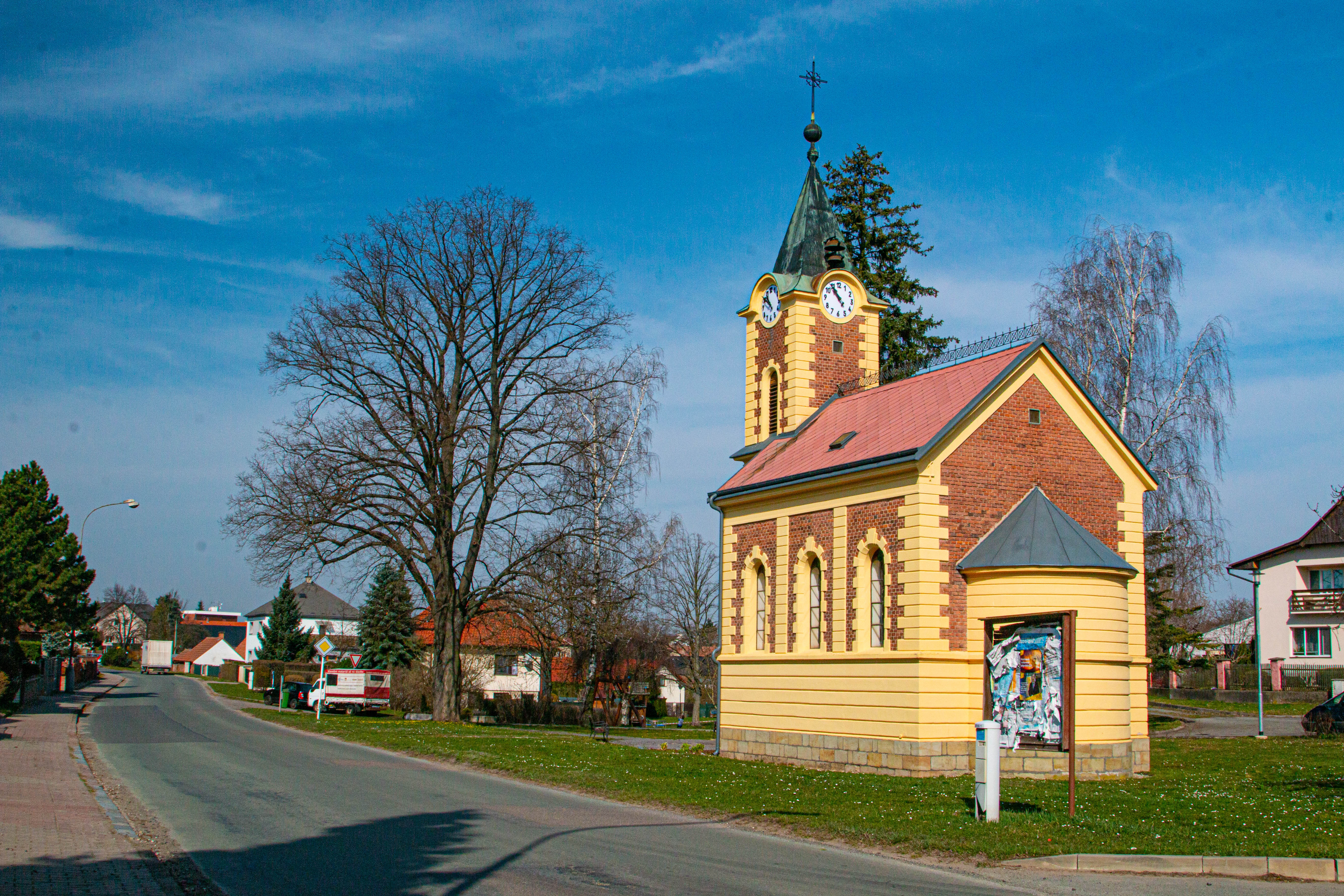
Chapelle à Ostřešany.

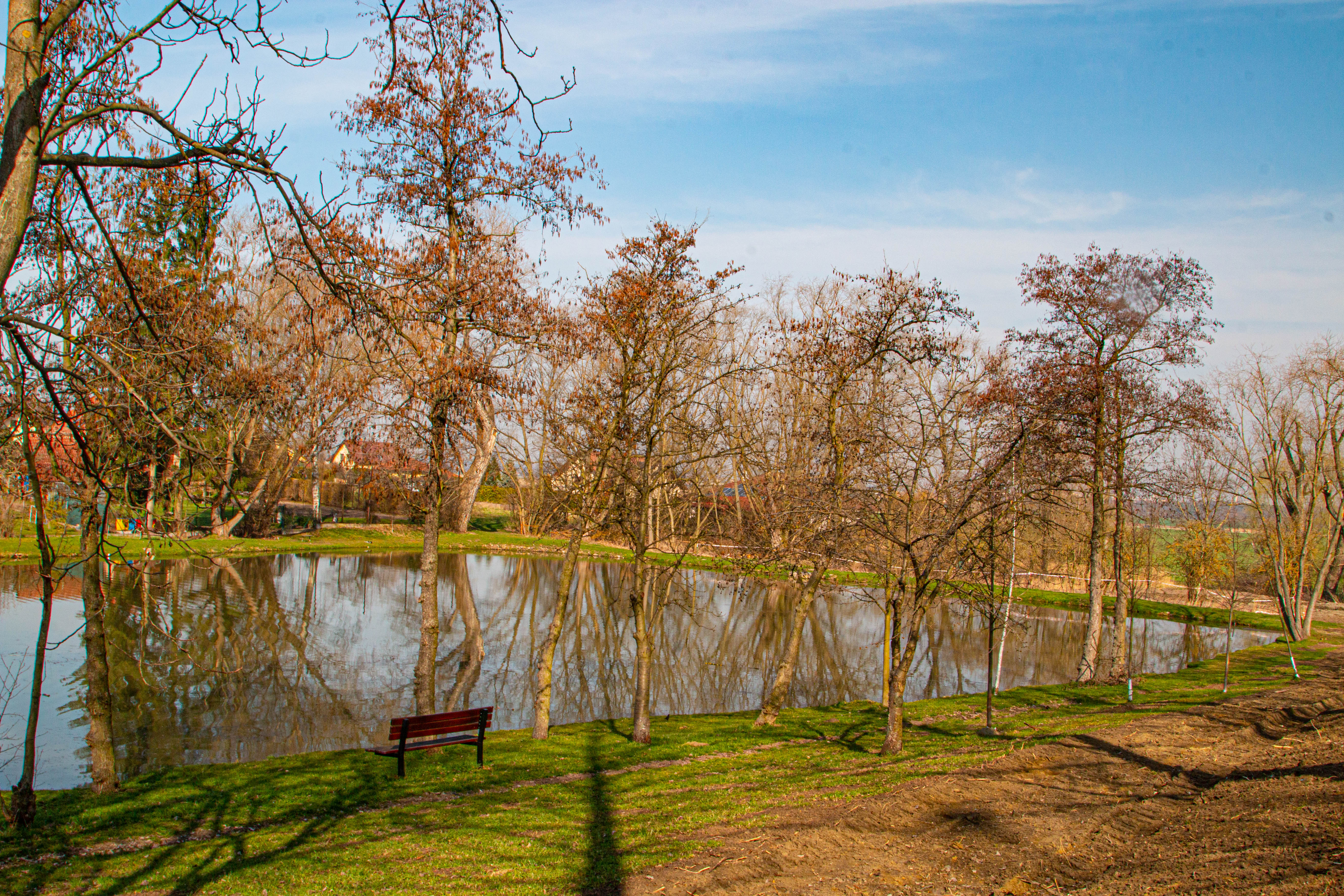
Étang à Kačák.
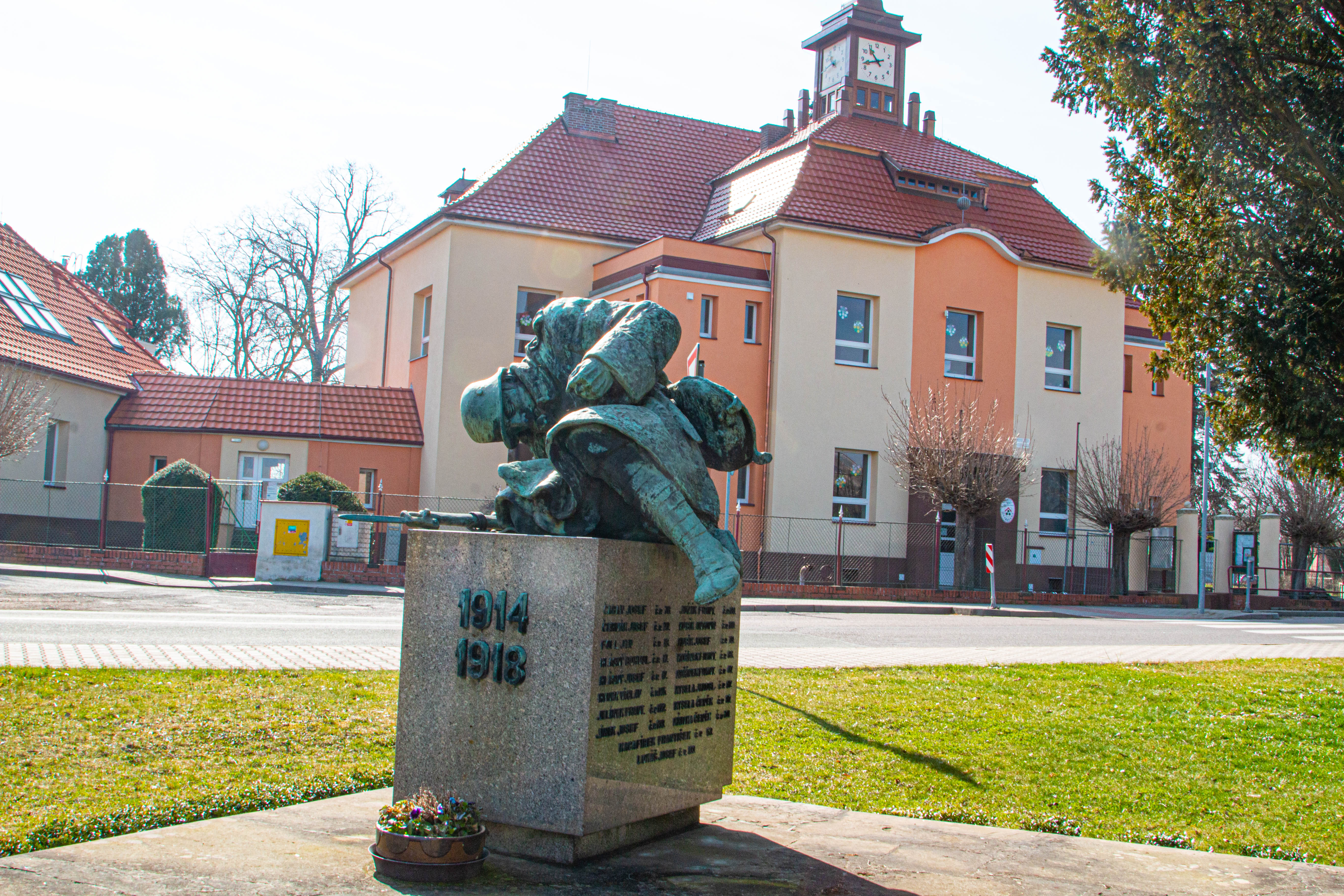
Monument aux morts devant l'école.

## Transports
Par la route, Ostřešany se trouve à 5,5 km de Pardubice et à 119 km de Prague. 